# Bad Habits (The Last Shadow Puppets)
Bad Habits è un singolo del gruppo rock inglese The Last Shadow Puppets, pubblicato il 10 gennaio 2016. È il primo singolo del gruppo dal 2008, anno di uscita di My Mistakes Were Made for You.

## Tracce
- Download digitale

1. Bad Habits – 3:00

## Formazione

### Gruppo
- Miles Kane – voce
- Alex Turner – chitarra, cori
- James Ford - batteria
- Zach Dawes - basso

### Collaboratori
- Owen Pallett – arrangiamento archi